# Below the Lights
Albums de Enslaved
Monumension
(2001) Isa
(2005)
Below the Lights est le septième album studio du groupe de Black metal norvégien Enslaved. L'album est sorti le 14 avril 2003 sous le label Osmose Productions.
C'est le premier album du groupe dont les paroles sont entièrement écrites en anglais.

## Musiciens
- Ivar Bjørnson - Guitare, Claviers, Effets
- Grutle Kjellson - Chant, Basse
- Arve Isdal - Guitare
- Dirge Rep - Batterie

## Liste des morceaux
1. As Fire Swept Clean the Earth – 6:35
2. The Dead Stare – 5:37
3. The Crossing – 9:12
4. Queen of Night – 5:59
5. Heavenless – 5:35
6. Ridicule Swarm – 6:18
7. A Darker Place – 7:01